# Omul invizibil
Omul invizibil (1897) (titlu original The Invisible Man) este un roman science fiction de H.G. Wells. Inițial a fost serializat în Pearson's Magazine în 1897, fiind ulterior publicat în volum în același an. Omul invizibil din titlu este Griffin, un savant care consideră că dacă unei persoane i se modifică indicele de refracție pentru a deveni identic cu al aerului, iar corpul său nu absoarbe sau reflectă lumina, el va deveni invizibil.

## Povestea
Cartea începe în satul englez Iping din West Sussex, în care curiozitatea și teama localnicilor este stârnită de apariția în han a unui străin misterios. Acesta își apără cu strășnicie intimitatea, petrecându-și majoritatea timpului alături de chimicalele din laboratorul său și ieșind afară doar noaptea.
Între timp, în sat au loc o serie de furturi, ale căror victime nu reușesc să vadă infractorul. Într-o zi, când proprietarii hanului intră în camera străinului, găsesc hainele acestuia împrăștiate peste tot, dar nicio urmă a oaspetelui. Însă obiectele din cameră par a prinde viață, alungându-i pe vizitatorii nepoftiți. Chestionându-l ulterior pe străin despre acest lucru, d-na Hall află că acesta este invizibil. Femeia fuge, îngrozită, iar încercarea poliției de a-l prinde pe străin eșuează, deoarece acesta își aruncă toate hainele de pe el, rămânând complet invizibil.
Omul invizibil fuge de la han și își găsește un asistent, în persoana vagabondului Thomas Marvel. Acesta este desemnat să recupereze de la han cărțile și aparatura omului invizibil, în timp ce acesta din urmă fură hainele doctorului și ale vicarului.
După furt, Marvel se decide să îl denunțe poliției pe omul invizibil, fugind apoi în orașul Burdock, unde se ascunde la un han. Dornic de răzbunare, omul invizibil încearcă să îl prindă, dar este împușcat de un american, fiind nevoit să fugă. Refugiat în casa doctorului Kemp, omul invizibil își pansează rana, revelându-i apoi doctorului adevărata sa identitate - Griffin, un strălucitor student la medicină, alături de care Kemp a studiat la universitate.
Griffin îi povestește lui Kemp că, după ce a părăsit universitatea, a ajuns foarte sărac. Hotărât să realizeze ceva notabil în domeniul științei, a început să lucreze la un experiment menit să facă invizibili oamenii și obiectele, folosind bani furați de la tatăl său, care se sinucide după ce află că e jefuit de propriul fiu. Experimentele lui Griffin modifică indicele de refracție al obiectelor, ceea ce permite luminii să nu își modifice unghiul când le străbate și făcându-le, astfel, invizibile. El face un test pe pisica vecinilor, dar când proprietara descoperă lipsa ei, îl reclamă la poliție, Griffin fiind nevoit să devină el însuși invizibil, pentru a scăpa. Griffin consideră că unul dintre motivele pentru care poate fi invizibil este acela că e un albinos, menționând că mâncarea rămâne vizibilă în stomac până când e digerată, oferind imaginea bizară a curgerii ei prin aer.
Experimentele făcute la han erau menite să facă procesul reversibil, Griffin plănuind să terorizeze națiunile cu Kemp pe post de complice. Înțelegând că vechiul său prieten e nebun, Kemp nu are nicio intenție de a-l ajuta, ci anunță poliția. Griffin scapă și îi lasă lui Kemp un mesaj, anunțându-l că va fi prima victimă a regimului teorii pe care el, omul invizibil, îl va instaura. Kemp nu își pierde cumpătul, ci pune la cale un plan de a-l captura pe Griffin, în care el este momeala. Biletul trimis de el autorităților cade însă în mâna lui Griffin.
Planul e dejucat, iar Griffin pornește în urmărirea lui Kemp, care fuge prin mulțime, încercând să scape. Când Griffin reușește să îl doboare pe Kemp, este lovit la rândul său de mulțimea care se înghesuise în jurul acestuia și care, turbată de furie, îl linșează în ciuda intervenției lui Kemp. Omul invizibil moare din cauza rănilor, cadavrul său devenind încetul cu încetul vizibil după moarte. Ulterior, este revelat faptul că Marvel deține notițele lui Griffin, din care lipsesc câteva pagini, formula invizibilității fiind scrisă într-un amestec de rusă și greacă pe care acesta nu știe să le citească.

## Personaje

### Griffin
Griffin,personajul principal al romanului, este un tânăr savant care vrea să creeze o rasă de oameni invizibili.

### Doctorul Kemp
Dr. Kemp este un savant care locuiește în orașul Port Burdock. Este un vechi prieten al lui Griffin, care îl vizitează după ce devine invizibil. Cu ajutorul lui, Griffin speră să își pună în aplicare planul de a teroriza lumea. Kemp înțelege că vechiul său prieten și-a pierdut mințile și vrea să îl dea pe mâna autorităților.
În ecranizarea din 1933 Kemp primește prenumele Arthur, fiind jucat de William Harrigan. Aici, el este un savant destul de incompetent, care lucrează împreună cu doctorului Jack Griffin, care e asistentul doctorului Cranley. Spre deosebire de personajul din carte, curajos și onest, cel din film este un intrigant laș, care încearcă să saboteze experimentele lui Griffin și să îi fure logodnica.

### Domnul Hall
Dl. Hall este soțul d-nei Hall, pe care o ajută să conducă hanul. Este prima persoană din Iping care sesizează că Griffin este invizibil: când un câine îl mușcă, sfâșiindu-i mănușa, Griffin se retrage în camera sa, unde Hall îl urmează pentru a vedea dacă a pățit ceva, fiind pus în fața imaginii lui Griffin fără mănușă și, aparent, fără mână.
În ecranizarea din 1933 Hall primește prenumele Herbert, fiind rănit foarte grav de Griffin. Rolul său este interpretat de Forrester Harvey.

### Doamna Hall
D-na. Hall este proprietara hanului la care poposește Griffin. Foarte prietenoasă, cu picioarele pe pământ, adoră să socializeze cu oaspeții, fiind frustrată de refuzul continuu al lui Griffin de a discuta cu ea.
În ecranizarea din 1933 primește prenumele Jenny, fiind jucată de Una O'Connor.

### Thomas Marvel
Thomas Marvel e un bomj bătrân recrutat de omul invizibil ca asistent. Speriat de partenerul său, va fugi cu notițele și banii lui Griffin, căutând protecția poliției din Port Burdock. Cu ajutorul banilor furați își va deschide un han, numit "Omul invizibil", devenind foarte bogat. Speră să descopere într-o zi secretul invizibilității, deși nu cunoaște limbile în care sunt scrise notițele lui Griffin,iar unele dintre ele s-au deteriorat.
În seria BD a lui Alan Moore, The League of Extraordinary Gentlemen, în care Griffin este personaj principal, se sugerează că Marvel ar fi fost omul ucis de mulțime la sfârșitul romanului. Marvel nu apare în ecranizarea din 1933.

### Col. Adye
Col. Adye este șeful poliției din Port Burdock. Anunțat de Kemp despre planurile lui Griffin, îl salvează pe primul de furia omului invizibil, pe care îl doboară în timpul urmăririi prin mulțime. Se precizează că a fost împușcat de Griffin și nu s-a mai ridicat, dar în epilog este prezentat ca unul dintre cei care îl interoghează pe Thomas Marvel despre lucrurile omului invizibil, deși nu este clar dacă aceste evenimente au avut loc înainte sau după ce a fost împușcat.

### Doctor Cuss
Dr. Cuss este un doctor din Iping. Intrigat de poveștile despre un oaspete bandajat care stă la han, merge să îl vadă, dar este pișcat de nas de către mâna invizibilă a lui Griffin. Povestindu-i reverendului Bunting despre eveniment, nu este crezut. După ce se dovedește că Griffin este omul invizibil, Cuss - împreună cu Bunting - îi iau notițele, pe care Griffin și le recuperează, furând în același timp hainele celor doi.

### J. A. Jaffers
J. A. Jaffers este polițist în Iping, fiind chemat de dl și d-na Hall să îl aresteze pe Griffin, pe care îl suspectează că l-ar fi jefuit pe reverendul Bunting. Ca majoritatea locuitorilor din Iping, este deschis la minte și adaptabil - își revine repede din șocul descoperirii că Griffin este invizibil și încearcă să îl aresteze. Este prezent în ecranizarea din 1933.

### Reverendul Bunting
Reverendul Bunting este vicar în Iping. Este jefuit de toate hainele sale de către Griffin.

## Capitole
1. Sosirea unui personaj straniu
2. Primele impresii ale lui mr. Teddy Henfrey
3. Cele o mie și una de sticle
4. Mr. Cuss îi pune străinului câteva întrebări
5. Spargerea de la sediul parohiei
6. A înnebunit mobila!
7. Demascarea străinului
8. În trecere
9. Mr. Thomas Marvel
10. Vizita mr. Marvel la Iping
11. Ce s-a întâmplat la „Poștalionul cu cai”
12. Omul Invizibil își iese din fire
13. Mr. Marvel vrea să-și dea demisia
14. La Port Stowe
15. Omul care aleargă
16. „La jucătorii de crichet”
17. Musafirul domnului Kemp
18. Omul Invizibil doarme
19. Câteva noțiuni elemantare
20. În casa de lângă Great Portland Street
21. În Oxford Street
22. La „Omnium”
23. În Durry Lane
24. Un plan care a dat greș
25. Urmărirea Omului Invizibil
26. Asasinarea domnului Wicksteed
27. Asediul casei lui Kemp
28. Urmăritorul urmărit

- Epilog

## Traduceri în limba română
- 1957 - Omul invizibil, ed. Tineretului, traducere C. Camil și M. Ralian, 184 pag.
- 1959 - Omul invizibil ediția a II-a, ed. Tineretului, traducere C. Camil și M. Ralian
- 1962 - Omul invizibil, în Opere alese, volumul I: Mașina timpului, ed. Tineretului, Colecția SF, traducere C. Camil și M. Ralian, 462 pag.
- 1966 - Omul invizibil. Primii oameni în Lună, ed. pentru Literatură Universală, colecția "Biblioteca pentru toți", nr. 335; 440 pag.
- 1971 - Omul invizibil, ed. Albatros, colecția "Fantastic Club", 200 pag.
- 1991 - Omul invizibil, ed. Balada Sibiu, 166 pag., ISBN 973-95191-0-5
- 1994 - Omul invizibil, ed. Apollo, 172 pag., ISBN 973-9152-19-8
- 2006 - Omul invizibil, ed. Leda, colecția "Galeria fantastică", traducere Antoaneta Ralian, 252 pag., ISBN 973-102-004-7
- 2010 - Omul invizibil. Războiul lumilor, ed. Adevărul, colecția "Biblioteca Adevărul" nr. 75, traducere Antoaneta Ralian, 416 pag., ISBN 978-606-5391-94-9

## Adaptări

### Filme și seriale TV
- The Invisible Man - un film din 1933 film regizat de James Whale și produs de Universal Pictures. Griffin a fost interpretat de Claude Rains și a primit prenumele "Jack". Filmul al fost considerat unul dintre cele mai bune filme horror ale studiourilor Universal din anii '30, dând naștere la numeroase continuări și o serie de filme care au folosit ideea "omului invizibil", fără a avea legătură cu romanul lui Wells și apelând la personaje secundare care ar fi fost rude cu Griffin și ar fi posedat formula invizibilității. Acestea au fost: The Invisible Man Returns (1940) cu Vincent Price în rolul Geoffrey Radcliffe, omul invizibil al filmului; The Invisible Woman (1940) cu Virginia Bruce în rolul principal și John Barrymore în rolul savantului care a inventat procesul invizibilității; Invisible Agent (1942) și The Invisible Man's Revenge (1944), ambele cu Jon Hall în rolul diferiților oameni invizibili; Abbott and Costello Meet the Invisible Man (1951) cu Arthur Franz în rolul lui Tommy Nelson, un boxer acuzat de crimă care, cu ajutorul invizibilității, încearcă să afle cine este adevăratul asasin, curățându-și numele. Vincent Price a oferit vocea pentru omul invizibil în încheierea filmului Abbott and Costello Meet Frankenstein (1948).
- Tomei Ningen - un film japonez din 1954, lansat de legendarele studiouri Toho, constituind o adaptare foarte liberă a povestirii.
- The New Invisible Man - o versiune mexicană din 1957, cu Arturo de Cordova în rolul principal, un remake după The Invisible Man Returns (1940).
- The Invisible Man - serial TV din 1958 creat de Ralph Smart, care a rulat timp de două sezoane, fiind centrat pe spionaj.
- Mad Monster Party (1967) - îl cuprinde pe omul invizibil (a cărui voce e oferită de Allen Swift) ca parte a grupului de monștri.
- The Invisible Man - serial TV din 1975.
- The Invisible Woman - episod pilot din 1983 pentru un serial de comedie cu Alexa Hamilton în rolul principal.
- Человек-невидимка (Pronunțat: Celovek-nevidimka; traducere: The Invisible Man) - un film sovietic din 1984, regizat de Aleksandr Zakharov, cu Andrei Kharitonov în rolul lui Griffin. Acțiunea a fost schimbată: Griffin este un savant talentat dar neînțeles de către contemporani, iar Kemp (interpretat de Romualdas Ramanauskas) este un om vicios care vrea să devină stăpânul lumii cu ajutorul lui Griffin. Când Griffin îi respinge propunerea, Kenp va face tot ce îi stă în puteri pentru a-l ucide, lucru pe care îl va reuși în final.
- Amazon Women on the Moon - comedie din 1987, cu subtitlul Son of the Invisible Man, cu Ed Begley, Jr. în rolul fiului omului invizibil original, care crede că este invizibil, dar e cât se poate de vizibil - lucru care duce la o situație jenantă când se dezbracă în fața tuturor.
- Memoirs of an Invisible Man - o versiune modernă, din 1992, a poveștii, cu Chevy Chase în rolul omului devenit invizibil accidental, fiind vânat de un agent guvernamental care vrea să îl folosească pe post de armă.
- Hollow Man - un film din anul 2000, cu Kevin Bacon, regizat de Paul Verhoeven. Acest film a dus la o continuare pe video în 2006, Hollow Man 2, cu Christian Slater în rolul lui "Michael Griffin", film regizat de Claudio Fah.
- Un film intitulat The Invisible Man este programat pentru lansare în 2010.[1]

În 2000 și 2002 a existat un serial de televiziune intitulat Invisible Man, redenumit ulterior IMAN.

### Teatru
- Ken Hill a adaptat cartea pentru scenă în 1991, debutând la Theatre Royal Stratford East în 1991. S-a jucat în West End în 1993 cu Michael N. Harbour în rolul lui Griffin.

Distribuția producției de la Stratford East din 1991 a fost:
Jon Finch - Griffin, Brian Murphy - Thomas Marvel, Toni Palmer - D-na. Hall,
Andrew Secombe - Squire Burdock, Geoffrey Freshwater - PC Jaffers/Dr Kemp,
Caroline Longo - D-ra Statchell, Liza Hayden - Millie, Miles Richardson - Dr Cuss/
Fearenside/Wadgers/Col. Adye, Philip Newman - Wicksteed, Jonathan Whaley MC/
Teddy Henfrey/Reverendul Bunting.

- In stagiunea 1974 si timp de doi ani s-a jucat cu succes la teatrul Ion Creanga din București adaptarea lui Ion Hobana a romanului " Omul Invizibil " de H. Wells in regia Olimpiei Arghir si avându-l in rolul titular - Profesorul Griffin , Omul Invizibil - pe actorul Lucian Muscurel . Vezi si cronica :" Omul Invizibil- o dramatizare de exceptie pe scena teatrului Ion Creanga" se Dragomir Horomnea (https://fr.scribd.com/doc/27928/Nr466-1974).

### Radio
- Drama din 2001, "The Invisible Man", este o adaptare a romanului pentru Radioul Public Național.

La ora actuală (a început pe 13 noiembrie 2010) "Omul invizibil" este jucat la Teatrul Menier (Fabrica de Ciocolată Menier) Londra, până pe 13 februarie 2011. Daili Express i-a făcut o recenzie favorabilă, în timp ce Financial Times i-a dat 3 stele din 5, criticând lipsa elementelor de groază, deși asta poate fi justificat prin faptul că publicul țintă are 8 ani. Cititorii de pe whatsonstage.com i-au oferit piesei o recenzie mai bună decât site-ul.

## Alte referințe
- Omul invizibil, numit "Hawley Griffin", apare în romanul grafic The League of Extraordinary Gentlemen de Alan Moore. În film, el este înlocuit cu personajul "Rodney Skinner" și, în loc să fie inventatorul formulei, este un hoț care a furat-o. Transpunerea în roman a filmului dovedește că inventatorul a fost Hawley Griffin. Skinner a fost creat special pentru film din cauza unor probleme legate de drepturile de autor care priveau filmul din 1933 al celor de la Universal.

- În 2009, desenatorul Jeff Lemire a lansat un roman grafic sub sigla celor de la DC comics/Vertigo, intitulat "The Nobody". Povestea a fost inspirată de Omul invizibil, cu "John Griffen" în rolul acestuia. Romanul grafic face multe aluzii la cartea lui Wells.

- În 2008, echipa formată din Doug Moench și Kelley Jones a lansat o serie limitată intitulată Batman: The Unseen, în care Batman se luptă cu omul invizibil.

- Omul invizibil este Monster in My Pocket nr. 46. În serialul BD, el se aliază cu monștrii buni. În serialul de animație, a fost rebotezat Dr. Henry Davenport și a devenit conducătorul monștrilor buni.

- Castlevania are deseori dușmani și șefi care fac referire la literatura sau filmele vechi. În Castlevania: Portrait of Ruin, omul invizibil apare sub chipul unui dușman care operează în canalizare. Hainele sale (înainte de a renunța la ele pentru a nu putea fi văzut) fac referire la cele din romanul Omul invizibil: are o haină lungă, groasă, cu guler înalt, mănuși și pălărie cu boruri largi. Moare în același fel ca în roman.

- În cartea The Wright 3 de Blue Balliett, omul invizibil joacă un rol important.

- În BD-ul Van Helsing: From Beneath The Rue Morgue, în care apar Van Helsing și Dr. Moreau, există un monstru invizibil creat de Moreau. Van Helsing găsește tratamentul pentru invizibilitate și își amintește despre un englez care a devenit invizibil în West Sussex.

- În anii '70, Omul invizibil a apărut ca mascotă a unei reclame de televiziune pentru o bandă transparentă de scoci.